# 莫內特 (阿肯色州)
莫內特（英語：Monette）是一個位於美國阿肯色州克雷格黑德縣的城市。

## 地理
莫內特的座標為35°53′27″N 90°20′39″W / 35.89083°N 90.34417°W，而該地的平均海拔高度為72米（即236英尺）。

## 人口
根據2020年美國人口普查的數據，莫內特的面積為14.67平方千米，當中陸地面積為14.65平方千米，而水域面積為0.02平方千米。當地共有人口1506人，而人口密度為每平方千米102人。